# Pegestorf

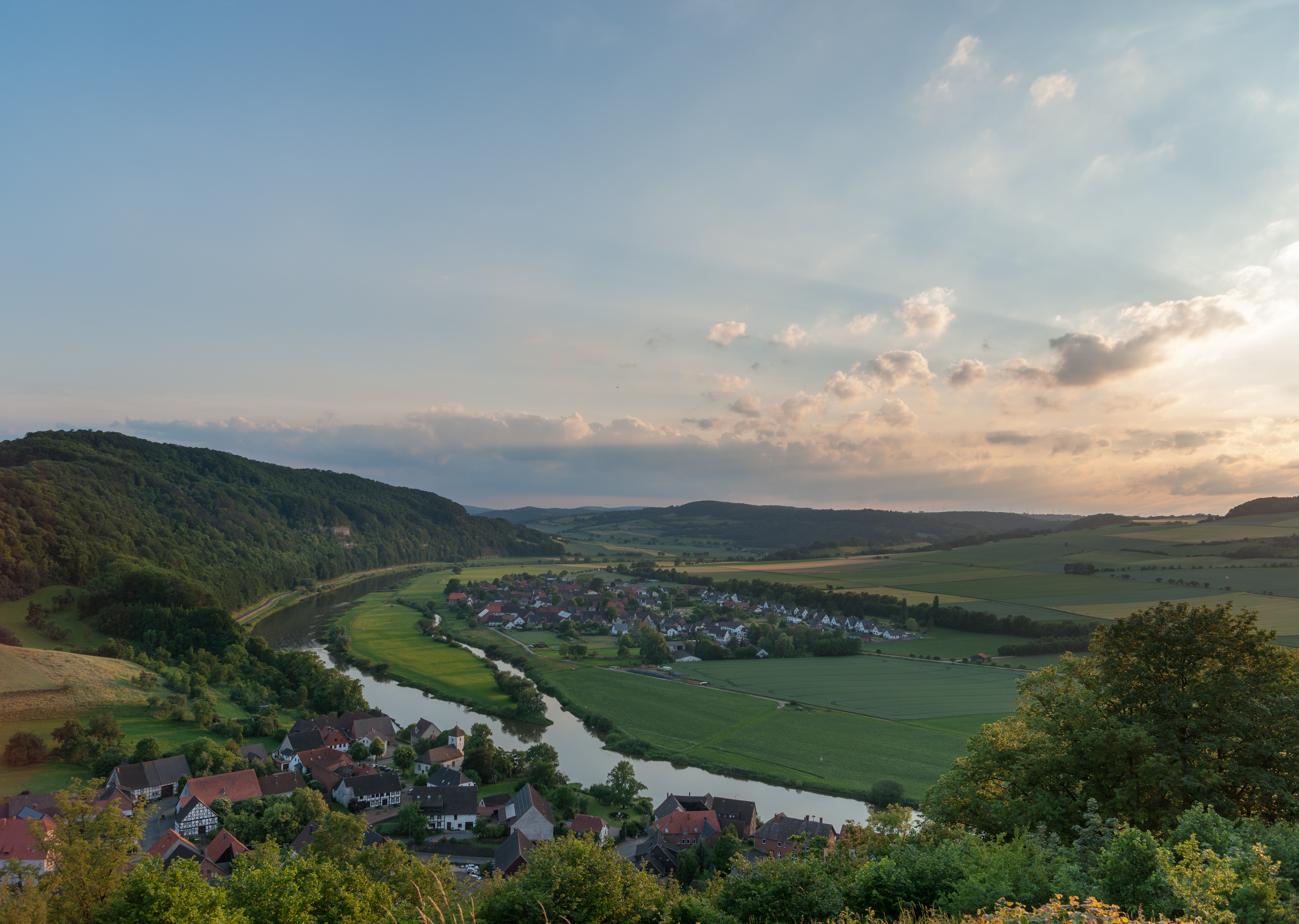
Blick auf Pegestorf

Pegestorf ist eine Gemeinde in Niedersachsen im Landkreis Holzminden und gehört zur Samtgemeinde Bodenwerder-Polle.

## Geografie

### Geografische Lage
Die Gemeinde liegt im Weserbergland am orographisch linken Ufer der Weser.

### Nachbargemeinden
Pegestorf grenzt im Norden an Hehlen, im Osten an die Stadt Bodenwerder, im Süden an Bevern sowie im Westen an Brevörde und Ottenstein.

### Gemeindegliederung
Die Gemeinde Pegestorf besteht aus den zwei Ortsteilen Pegestorf und Steinmühle.

## Geschichte
Pegestorf wird im Jahre 840 erstmals urkundlich im Güterverzeichnis des Klosters Corvey mit dem Namen „Perderestorpe“ erwähnt. 1330 wurde der Ort in einer Urkunde der Grafen von Everstein erwähnt.

## Politik

### Gemeinderat
Der Gemeinderat, der die Gemeinde Pegestorf vertritt, setzt sich aus sieben Mitgliedern zusammen.
Bei der Kommunalwahl 2021 (Wahlbeteiligung: 72,46 %) gewann die „Wählergemeinschaft Pegestorf“ (WG) alle sieben Sitze.

### Bürgermeister
Bürgermeisterin ist Gerlinde Bossow.

## Kultur und Sehenswürdigkeiten
Die Dorfkirche, deren Gemeinde zum Kirchenkreis Holzminden-Bodenwerder gehört, wurde 1749 gebaut.
Im Ortsteil Steinmühle befindet sich die Steinmühle Pegestorf, die von zwei Wasserrädern angetrieben wurde. Oberhalb liegt das Naturschutzgebiet Mühlenberg als Teil der Weserklippen bei Steinmühle mit Schutzhütte und einer weiten Aussicht über das Wesertal. Hier steht das 1927 erbaute Senator-Meyer-Denkmal, das an den Senator Meyer aus Hameln als den Begründer der Personendampfschifffahrt auf der Oberweser erinnert. Etwa 100 m von der Steinmühle entfernt in Richtung Holzminden befindet sich im Felsen eine kleine Höhle. Aus ihr sprudelte bis etwa 1950 ständig Wasser. Die als Hungerborn bezeichnete Quelle ist inzwischen versiegt.
Zu den örtlichen Vereinen gehört der TSV Pegestorf.

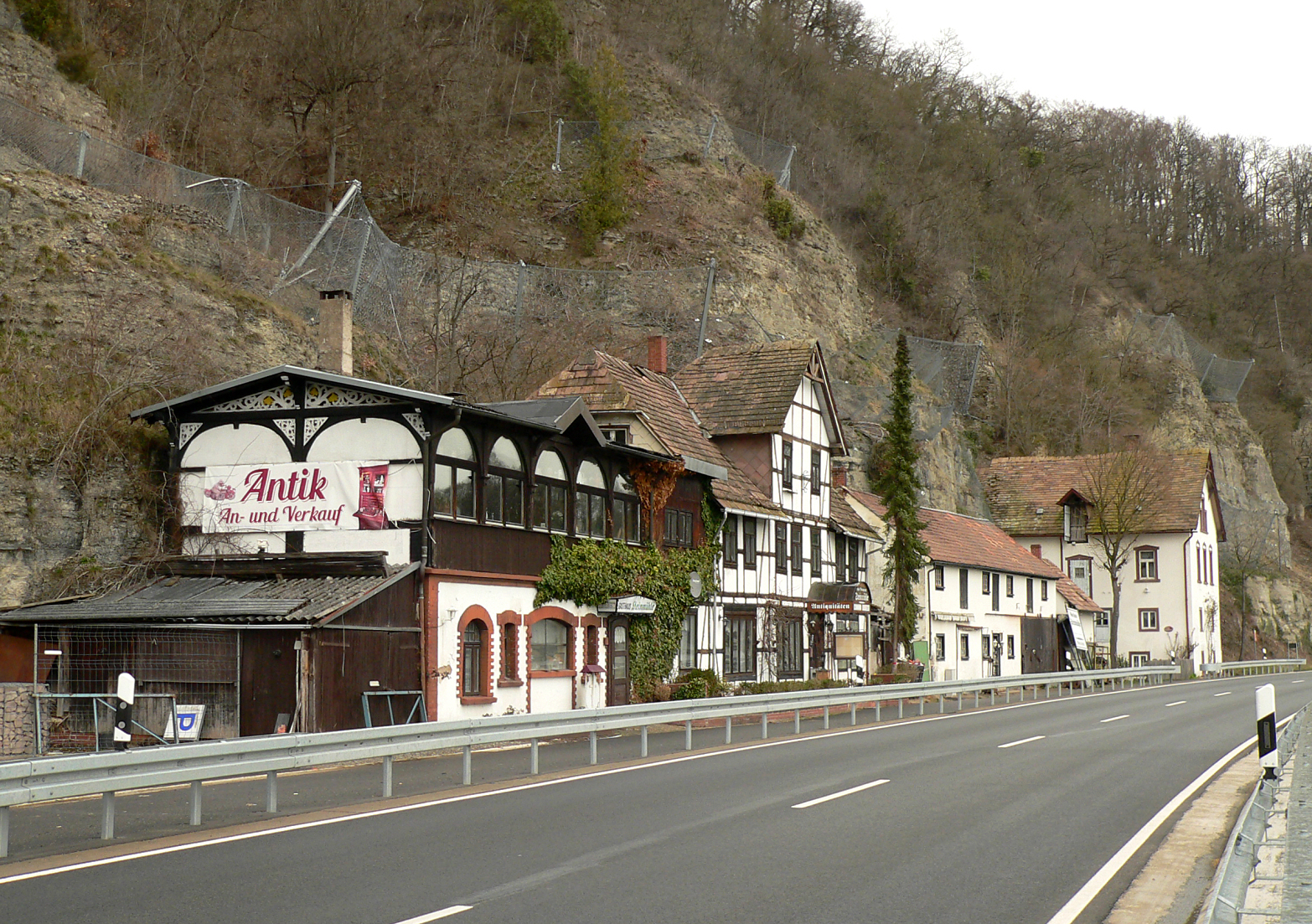
Ortsteil Steinmühle
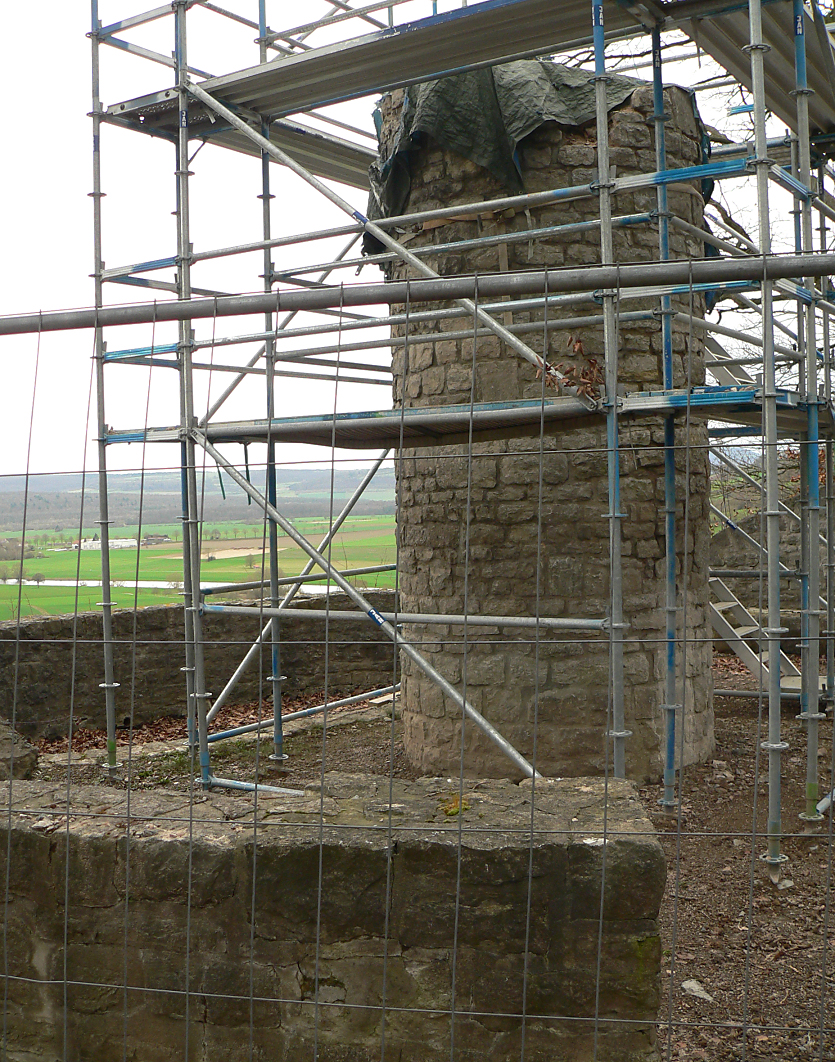
Senator-Meyer-Denkmal während der Sanierung, 2023